# Перов Володимир Михайлович
Володи́мир Миха́йлович Перо́в (червень 1904 , Єлабуга, Єлабузький повітd, Вятська губернія, Російська імперія  — 23 грудня 1987 , Київ ) — радянський партійний і державний діяч, голова виконавчого комітету Житомирської обласної ради депутатів трудящих. Депутат, член Президії Верховної Ради УРСР 1-го скликання.

## Біографія
Народився в червні 1904 року в родині вчителя земської школи в місті Єлабуга, тепер Татарстан, Росія.
1914 року родина переїхала в село Гладковичі Овруцького повіту на Волині, батько працював вчителем у селах Гладковичі, Піщаниця. 1916 року батько покинув родину та поїхав у Вятку.
Закінчив три класи сільської школи. У 1916–1926 роках працював у наймах по селах Овруцького повіту (району).
1925 року вступив до комсомолу, організував у Гладковичах комсомольський осередок. У лютому 1926 року обраний головою Піщаницької сільської ради Овруцького району. 
У червні 1926 — листопаді 1928 року — секретар Базарського районного комітету ЛКСМУ Коростенської округи. 
Член ВКП(б) з 1927 року.
У листопаді 1928 — березні 1930 року — секретар Словечанського райкому ЛКСМУ. Брав активну участь у проведенні колективізації.
У березні 1930 — квітні 1931 року — завідувач агітаційно-масового відділу, завідувач відділу культури та пропаганди Словечанського районного комітету КП(б)У.
У квітні 1931 — квітні 1932 року — слухач курсів районних партійних працівників Комуністичного університету імені Артема при ЦК КП(б)У.
У квітні 1932 — травні 1937 року — завідувач відділу культури та пропаганди, інструктор Тетіївського райкому КП(б)У Київської області.
У травні 1937 — квітні 1938 року — 1-й секретар Городницького районного комітету КП(б)У Житомирської області.
У квітні 1938 — січні 1940 року — голова Організаційного комітету Президії Верховної Ради УРСР по Житомирській області. У січні 1940 — липні 1941 року — голова виконавчого комітету Житомирської обласної ради депутатів трудящих.
обраний депутатом Верховної Ради УРСР 1-го скликання по Чуднівській виборчій окрузі № 21 Житомирської області.
Від початку німецько-радянської війни займався евакуацією підприємств та населення Житомирської, Чернігівської, Сумської, Харківської областей. З листопада 1941 року — у Червоній армії. Служив уповноваженим Військової ради 21-ї армії (з травня 1943 року — 6-ї гвардійської армії), уповноваженим оперативної групи Військової ради Воронезького фронту. 25 вересня 1943 року під час бомбового удару  авіації був важко поранений під Батуриним, після чого протягом восьми місяців перебував на лікуванні. 
У липні 1944 — 1948 року — заступник голови виконавчого комітету Ізмаїльської обласної ради депутатів трудящих.
У 1948–1955 роках — завідувач інформаційно-статистичного відділу Президії Верховної Ради Української РСР.
З 1959 року — персональний пенсіонер союзного значення. Помер 23 грудня 1987 року в місті Києві.

## Звання
- батальйонний комісар

## Нагороди
- орден Трудового Червоного Прапора (7.02.1939)
- орден Червоної Зірки (26.08.1943)
- орден Вітчизняної війни ІІ-го ст. (6.04.1985)
- медаль «За відвагу» (18.06.1943)
- медаль «За оборону Сталінграда»
- медаль «За доблесну працю у Великій Вітчизняній війні 1941—1945 рр.»
- медаль «За перемогу над Німеччиною у Великій Вітчизняній війні 1941—1945 рр.»
- медалі